# Winsson
Winsson es una variedad cultivar de ciruelo (Prunus domestica), de las denominadas ciruelas europeas,
una variedad de ciruela que se cree oriunda de Holanda.
Las frutas tienen un tamaño medio, con un color de piel rojizo, con placas purpúreas rojas y a veces salpicaduras en forma de motas de color carmín vivo, con punteado abundante, y pulpa de color amarillo verdosa o ambarina, transparente, con textura firme o semi pastosa, muy jugosa, de sabor muy dulce.

## Historia
'Winsson' es una variedad de ciruela, que se cree oriunda de Holanda, de parentales desconocidos.
'Winsson' está cultivada en diversos bancos de germoplasma de cultivos vivos tales como en National Fruit Collection (Colección Nacional de Fruta) de Reino Unido con el número de accesión: 1974 - 290 y nombre de accesión: Winsson. Recibido por "The National Fruit Trials" (Probatorio Nacional de Frutas) en 1974 procedente de la "Estación de investigación de frutas" en Wilhelminadorp, (Países Bajos).

## Características
'Winsson' árbol de porte extenso, vigoroso, erguido, muy fértil y resistente, de generosa producción, requiere poco mantenimiento. Requiere suelo ligero y una posición soleada, se dice que crece bien sobre sus propias raíces. Tiene un tiempo de floración que comienza a partir del 20 de abril con el 10% de floración, para el 26 de abril tiene una floración completa (80%), y para el 7 de mayo tiene un 90% de caída de pétalos.
'Winsson' tiene una talla de tamaño medio (peso promedio 21.60 g.), de forma ovalada ligeramente oblonga, a veces algo achatada en los polos, ligeramente asimétrica, con la sutura perceptible;epidermis tiene una piel poco pruinosa, no se aprecia pubescencia, presentando un color rojizo y a veces salpicaduras en forma de motas de color carmín vivo, con punteado abundante, pequeño o mediano;Pedúnculo de longitud medio (9.11 mm promedio);pulpa de color amarillo verdosa o ambarina, transparente, con textura firme o semi pastosa, muy dulce y jugosa con un buen sabor "similar al del melocotón".
Hueso semi libre a adherido, de un tamaño pequeño, oval, poco rugoso, excepto en la zona ventral.
Su tiempo de recogida de cosecha se inicia en su maduración en la tercera decena de julio. Las frutas tienden a partirse.

## Usos
La ciruela 'Winsson' se usa como fruta fresca de postre en mesa y también se utiliza en usos culinarios, y de repostería, se transforma en mermeladas, almíbar de frutas, compotas.